# Ashburton (rzeka)
Ashburton – okresowa rzeka w Australii o długości 650 km oraz powierzchni dorzecza 66 850 km². Źródła rzeki znajdują się w Górach Ophthalmia, a uchodzi ona do Oceanu Indyjskiego. Większe miasto nad rzeką Ashburton to Onslow.